# Рибарник
Рибарникът е контролиран водоем – язовир, естевствено езеро или изкуствено езеро, който е зарибен с риба и се използва за рибовъдство, или се използва за любителски риболов или за декоративни цели.

## История
В епохата на Средновековна Европа е било типично за манастир и замък да имат собствен рибарник. През зимата доставка на прясна храна за гарнизоните, разположени в замъците, е трудна задача. Въпреки че месо може да се осигури от паркове с елени, това не осигурява цялостните нужди на домакинството.
Рибарниците са елегантно решение на проблема. Докато има естествен приток на вода в рибарника, не е нужно хранене на рибите и те са на разположение през цялата година. Обикновено се изгражда поредица от рибарници, като рибите може да се придвижват между тях, докато порастват.